# 劉継恩
劉 継恩（りゅう けいおん）は、十国北漢の第3代皇帝。後世の史家は少主・少帝・廃帝などと称している。

## 生涯
父の薛釗は士兵に過ぎなかったが、劉崇（後の北漢の世祖劉旻）の娘を娶って存在感を示した。劉崇の兄の劉知遠が後漢の皇帝に即位した後、酒宴の席でその妻を傷つけたかどで自殺を命じられた。このとき継恩は幼少であったため連座を免れ、また母の兄弟の睿宗劉鈞に嗣子がなかったことからその養子となった。
睿宗の時期には太原尹に任じられたが政治資質に乏しく、睿宗は宰相の郭無為に対して劉継恩を「済世の才でない」と評価している。天会12年（968年）、睿宗が死去すると皇位を継承した。しかし実質的には郭無為が政権を掌握した状態が続いた。即位2カ月後に酒宴の席で供奉官の侯霸栄に刺殺され、同母異父弟の劉継元（英武帝）が後を継いだ。